# Салтанат (фільм)
«Салтанат» — радянський художній фільм 1955 року, знятий режисером Василем Проніним на кіностудіях «Мосфільм» і «Киргизфільм».

## Сюжет
Один з високогірних районів Киргизії. Стихія, що розбушувалася та набирає міць, загрожує загибеллю стадам овець. У самовідданій боротьбі ледь не гине Салтанат, молода зоотехнік. Її знаходить у снігу й рятує науковий співробітник Джоомарт, який прибув до високогір'я з мрією перетворити пустельні плато в рясні пасовища. Смілива думка нового друга захоплює Салтанат. Вона стає союзником і другом Джоомарта. Своїми справами й успіхами Салтанат має намір затверджувати право жінки займатися улюбленою роботою нарівні з чоловіком. Тим часом Аали, чоловік Салтанат, звинувативши без підстав її у невірності, їде до міста й відвозить з собою сина. Надалі він зрозуміє свою помилку.

## У ролях
- Бакен Кидикєєва — Салтанат (озвучила Віра Інютіна)
- Нурмухан Жантурін — Джоомарт (озвучив Марк Бернес)
- Муратбек Рискулов — Тугельбаєв / Асан / голова колгоспу / старий чабан
- Алти Карлієв — Аали, шофер
- Л. Кабегенов — епізод
- Садикбек Джаманов — епізод
- Шамши Тюменбаєв — Шамбета
- Марклен Ібраєв — епізод
- Костянтин Барташевич — Бєляєв
- Чолпон Джаманова — епізод
- Валентина Бєляєва — секретарка
- Даркуль Куюкова — епізод
- Турсун Уралієв — епізод
- Т. Саскеєв — епізод
- Совєтбек Джумадилов — епізод
- Сабіра Кумушалієва — епізод
- Абугазир Айбашев — епізод
- Алтинай Рисмендєєва — епізод
- Олександр Кулешов — епізод

## Знімальна група
- Режисер — Василь Пронін
- Сценарист — Роза Буданцева
- Оператори — Віктор Масевич, Антоніна Егіна
- Композитор — Арам Хачатурян
- Художники — Іполит Новодерьожкіна, Євген Черняєв